# Liste der Gerichtsbezirke in Wien
In dieser Liste sind alle Gerichtsbezirke der österreichischen Hauptstadt Wien verzeichnet.
- Gerichtsbezirk Döbling
- Gerichtsbezirk Donaustadt
- Gerichtsbezirk Favoriten
- Gerichtsbezirk Floridsdorf
- Gerichtsbezirk Fünfhaus
- Gerichtsbezirk Hernals
- Gerichtsbezirk Hietzing
- Gerichtsbezirk Innere Stadt Wien
- Gerichtsbezirk Josefstadt
- Gerichtsbezirk Leopoldstadt
- Gerichtsbezirk Liesing
- Gerichtsbezirk Meidling